# Stare
Die Stare (Sturnidae) sind eine der artenreichsten Familien der Singvögel (Passeres), die zu den Sperlingsvögeln (Passeriformes) gehören. Sie zählen zu den am weitesten verbreiteten Vogelfamilien der Welt. Die Familie umfasst 34 Gattungen und fast 120 Arten, von denen zwei Gattungen und sechs Arten ausgestorben sind.

## Vorkommen

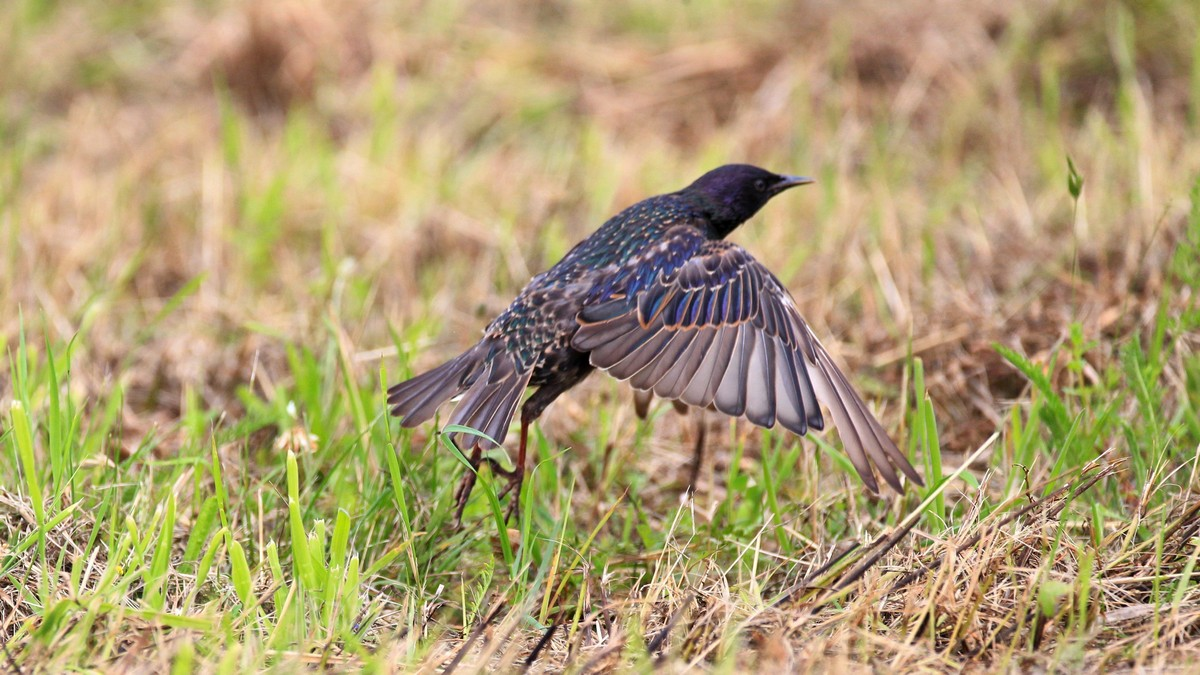
Auffliegender Star

Stare sind kleine bis mittelgroße Singvögel mit kräftigen Füßen. Ihr Gefieder ist vielfältig von typischerweise schwarzer oder dunkler Farbe bis hin zu mehrfarbigen Arten. Die meisten Arten haben einen leicht metallischen bis stark irisierenden metallischen Glanz und bauen ihre Nester zum überwiegenden Teil in Hohlräumen, in denen sie blasse hellblaue oder weiße Eier legen, die des Öfteren auch gesprenkelt sind. Die meist sehr geselligen Vögel treten oft in Scharen auf und zeichnen sich durch einen meist kräftigen und direkten Flug aus. Sie leben gerne in offenen Landschaften mit leichtem Baumbestand, in einigen Regionen der Welt auch in Wäldern. Sie ernähren sich vorwiegend von Insekten und Früchten und werden des Öfteren auch als Allesfresser angesehen, da sie sich auch zum Teil Reste der menschlichen Nahrung als Quelle erschlossen haben. Einige Arten leben als Kulturfolger in der Umgebung von Siedlungen.
Stare kommen ursprünglich nur in Afrika und Eurasien vor. Mehrere europäische und asiatische Arten sind jedoch nach Nordamerika beziehungsweise Australien und Neuseeland eingeführt worden. Der weltweit am weitesten verbreitete Vertreter der Familie ist der Star (Sturnus vulgaris), der Namensgeber und Typusart für die Gattung ist.

## Merkmale

### Größe und Gewicht
Die Stare (Sturnidae) sind kleinere bis mittelgroße Singvögel (Passeres) aus der Ordnung der Sperlingsvögel (Passeriformes). Zu den kleinsten und leichtesten Staren gehören die Arten aus der Gattung Poeoptera, wie der Kenrick-Star (Poeoptera kenricki) mit etwa 15 cm Länge und der Abbott-Star (Poeoptera femoralis) mit einem Gewicht von etwa 34 Gramm. Der größte Star ist der Langschwanz-Glanzstar (Lamprotornis caudatus) mit bis zu 54 cm Länge, wovon etwa 60 % auf den Schwanz entfallen. Zu den schwersten Starenarten gehört die Weishalsatzel (Streptocitta albicollis) mit bis zu etwa 290 Gramm und 50 cm Länge. Damit ist er annähernd so groß wie der Langschwanz-Glanzstar, jedoch etwa doppelt so schwer.

### Gefieder und Farbgebung

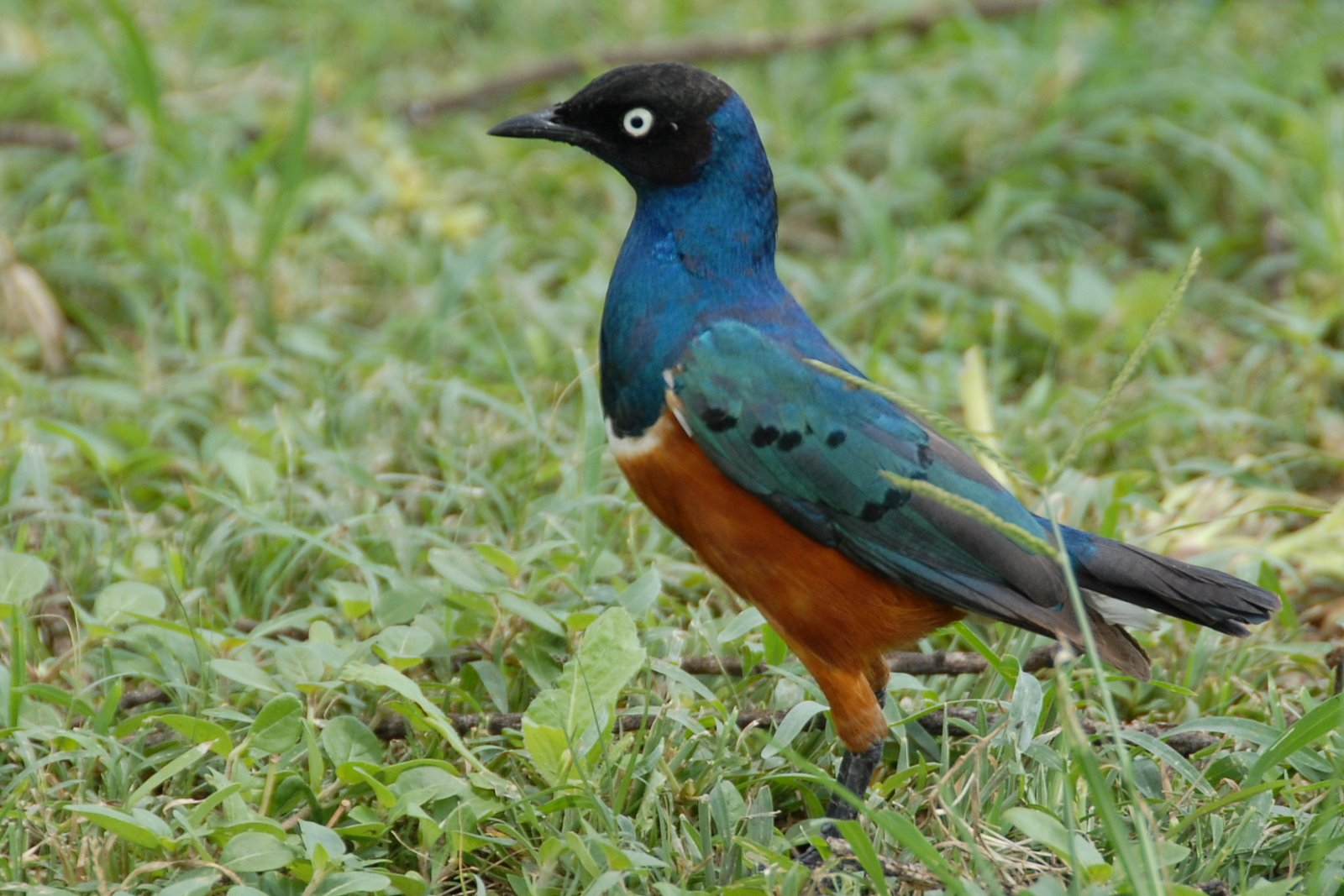
Dreifarben-Glanzstar (Lamprotornis superbus) – Serengeti National Park, Tansania

Ihr Gefieder ist vielfältig, von typischerweise schwarzen oder dunklen einfarbigen Arten wie dem Einfarbstar (Sturnus unicolor) bis hin zu mehrfarbigen Arten wie dem Prachtglanzstar (Lamprotornis splendidus), deren Gefieder einen metallisch Glanz aufweisen. Der Glanz reicht von leicht metallisch glänzenden Farben wie beim Star (Sturnus vulgaris) bis hin zu stark schillernden, metallisch glänzenden Farben wie bei den meisten Arten aus der Gattung der Eigentlichen Glanzstare (Lamprotornis). Der schillernde Effekt wird auf vier verschiedene Arten hervorgerufen.
Alle Stare, einschließlich der afrikanischen Stare, erhalten ihren schillernden Gefiederglanz durch stabförmige Melanosome in den Melanozyten, die das Pigment Melanin produzieren und unter einem dünnen Keratinfilm entsprechend angeordnet sind. Die Brechungen des Lichtes (Interferenzen) am Keratinfilm verursachen den metallischen Glanz der Farben.
Bei den Federn der afrikanischen Stare konnten drei weitere Formen der Melanosome, die optisch relevant sind, festgestellt werden. Eine Form zeichnet sich durch flachere Melanosome aus, die es ermöglichen, die Strukturen dünner und dichter gepackt zu gestalten oder aber Vielfachschichten zu bilden. Eine weitere Form besteht aus hohlen Melanosomen, die an den Grenzflächen zwischen der Luft und dem Melanin starke optische Lichtbrechungen verursachen und dadurch Strukturfarben erzeugen, ohne dass ein Pigment vorhanden ist. Die dritte Form besteht aus einer Kombination der beiden zuvor genannten in Plättchenform, die die Farbgebung sowohl durch einschichtig, vielschichtig als auch alternierende Anordnung der Plättchenformen beeinflussen. Insgesamt kommt jedoch pro Spezies nur jeweils eine dieser Varianten vor.

### Augen

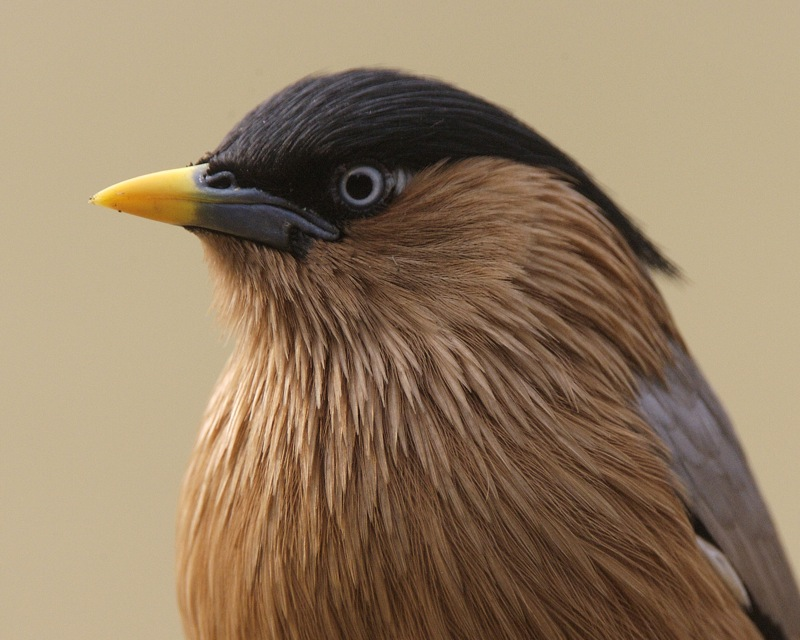
Pagodenstar (Sturnus pagodarum)

Die Vogelaugen der Stare und wahrscheinlich der meisten anderen Vogelarten (außer zum Beispiel der nachtaktiven Vögel) sehen ihre Umwelt anders als wir Menschen: Der Star hat vier und nicht nur drei Fotorezeptortypen (auch Sehzellen genannt) auf der Retina (Netzhaut). Neben den für das Schwarz-Weiß-Sehen zuständigen dünneren stäbchenförmigen Rezeptoren (Cellula optica bacilliformis) sind bei den Staren vier zapfenförmige Rezeptortypen (Cellula optica coniformis) für das Farbsehen zuständig (tetrachromatisches Sehen). Drei der vier zapfenförmigen Rezeptortypen bewirken bei dem für den Menschen sichtbaren Bereich des Lichtes (trichromatisches Sehen) die Wahrnehmung der drei Grundfarben rot, grün und blau. Der vierte Rezeptor zeichnet für die Aufnahme des kurzwelligen ultravioletten Lichtes, 1–380 nm (WHO), verantwortlich, das für den Menschen nicht sichtbar ist. Der Lichteinfall regt die verschiedenen Rezeptortypen innerhalb der stark gefalteten und mit unterschiedlichen farbigen Öltröpfchen versehenen Membranen verschieden intensiv an. Auf die unterschiedlichen Wellenlängen des Lichtes reagieren die jeweils zuständigen Rezeptoren unterschiedlich stark, sodass die verschiedenen Farben und Farbtöne wahrgenommen werden. Der gegenüber dem Menschen zusätzliche UV-Rezeptor lässt die Stare unsere Umwelt erheblich differenzierter wahrnehmen als der Mensch. So sind Stare fähig, Unterschiede bei den Artgenossen und beim Reifegrad von Früchten oder andere UV-reflektierenden Spuren besser zu erkennen.

### Lautäußerungen
Stare geben komplexe und vielfältige Laute von sich, die eine Art der Kommunikation darstellt. Einige Arten nutzen ihre Begabung, um Laute anderer Tiere und Vogelarten zu imitieren. Indem sie einen Fressfeind oder Warnrufe nachahmen, vertreiben sie im Futterwettbewerb stehende Konkurrenten und können sich so Vorteile bei der Nahrungssuche verschaffen. Andere wiederum imitieren auch Teile der menschlichen Sprache oder Auto-Alarmanlagen.

## Verbreitung und Lebensraum

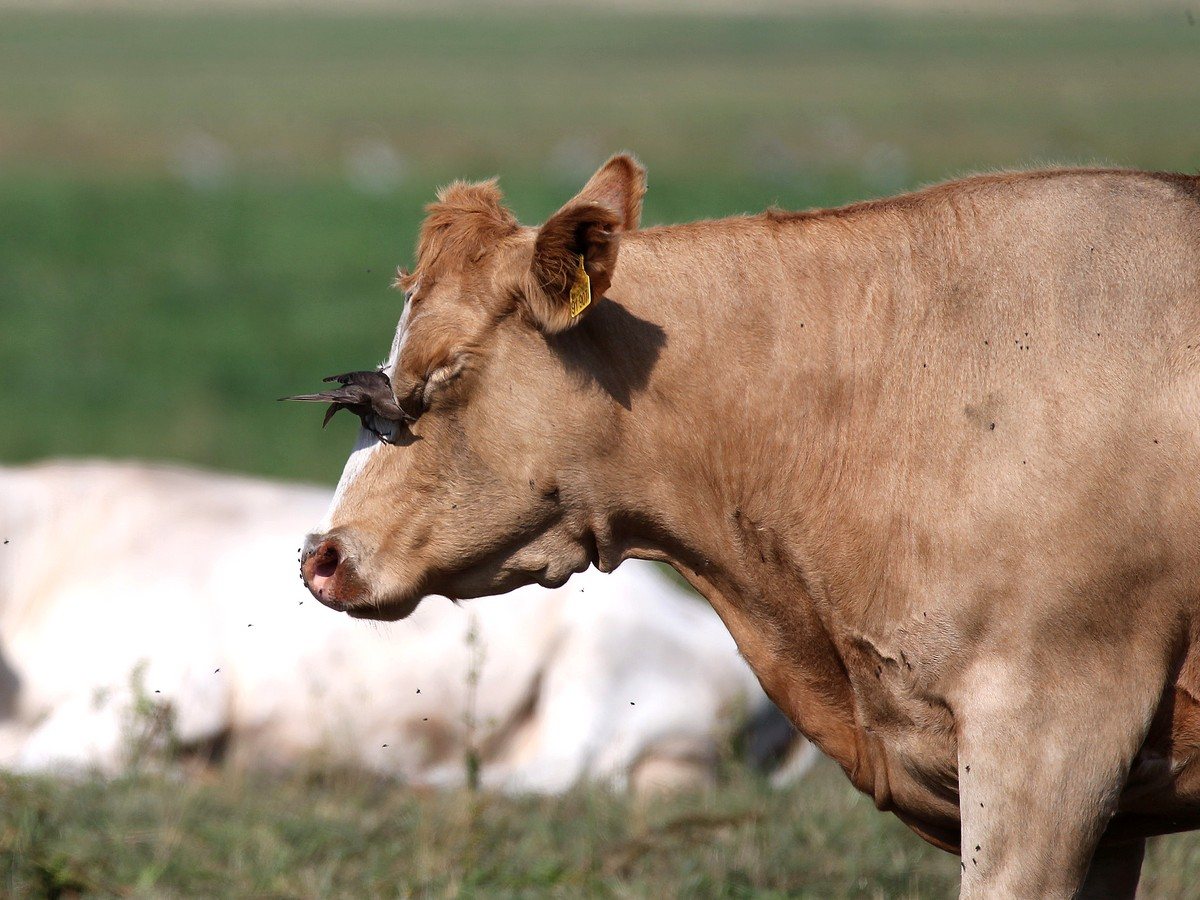
Starputz am Rinderauge

Die meisten vorkommenden Arten der Stare leben in der sogenannten Alten Welt (Europa, Asien und Afrika) sowie der asiatisch-pazifischen Inselwelt, wo sie natürlicherweise vorkommen.
Der bevorzugte Lebensraum der Stare sind, je nach Art, unter anderem Wälder, offenes Grasland oder Savannen mit einzelnem Baumbestand, Buschlandschaften aber auch Farmland mit Obstplantagen oder Getreidefelder. Ebenso leben Stare gerne im urbanen Umfeld des Menschen.
Nach Nordamerika wurden Ende des 19. Jahrhunderts etliche europäische Vogelarten, darunter auch der Star (Sturnus vulgaris), durch die „American Acclimatization Society“ eingeführt. Hintergrund für dieses Vorgehen soll der Wunsch gewesen sein, alle Vögel aus Shakespeares Literatur auch in den USA vorzufinden. So wurden 1890/91 hunderte Stare im Central Park in New York ausgesetzt. Innerhalb von nur 60 Jahren verbreitete sich der invasive Star von der Ostküste bis hin zur Westküste Nordamerikas. Die Population wurde zu diesem Zeitpunkt auf etwa 200 Millionen Vögel geschätzt.
Wenige Arten sind auch bis Australien und Neuseeland eingewandert oder mitgebracht worden. Es wird versucht, die invasiven Arten, die die heimische Vogelwelt gefährden, aber auch teilweise deutliche Schäden in der Landwirtschaft verursachen, in ihrer Anzahl unter Kontrolle zu halten.

## Lebensweise

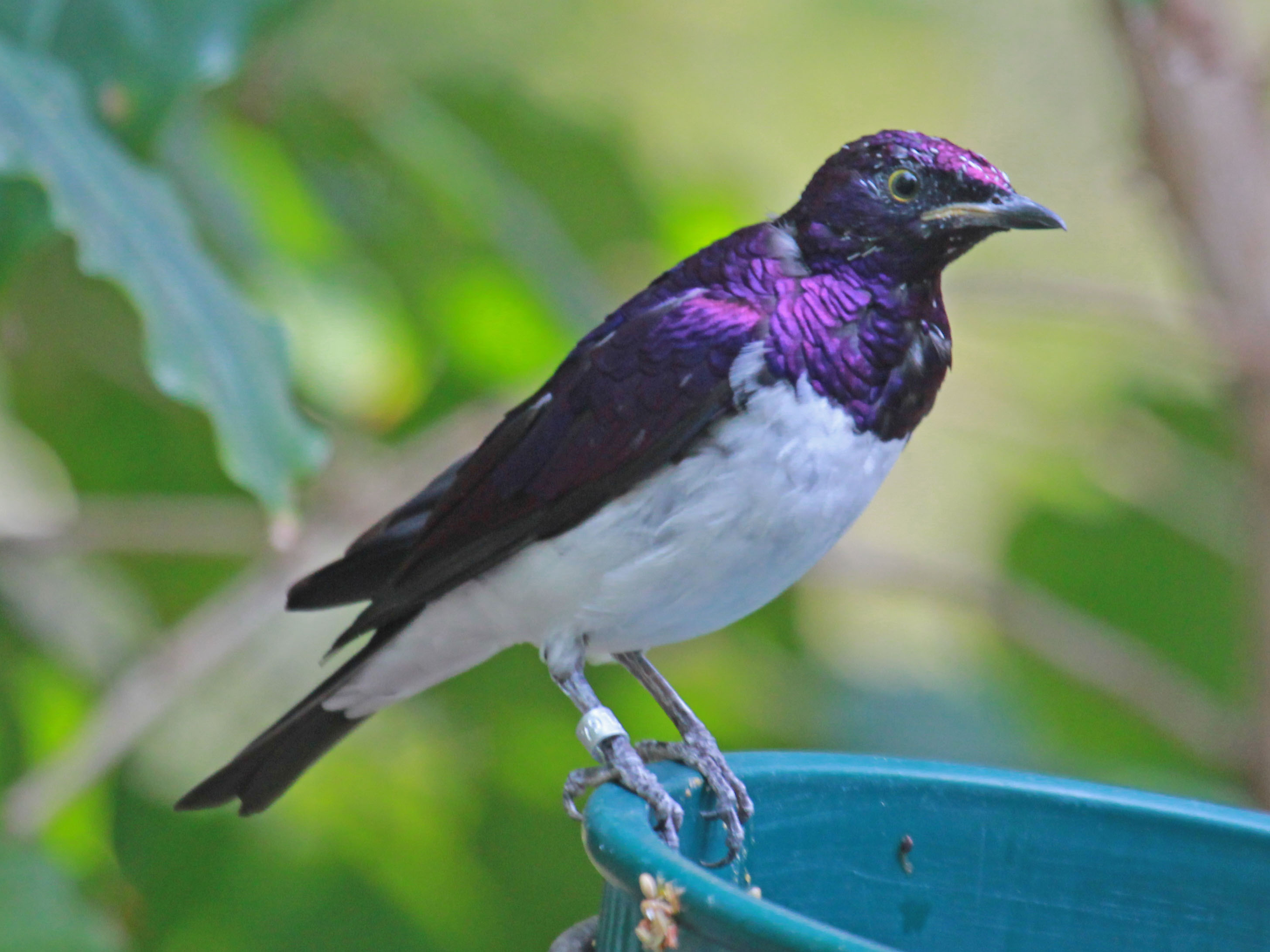
Amethystglanzstar (Cinnyricinclus leucogaster)

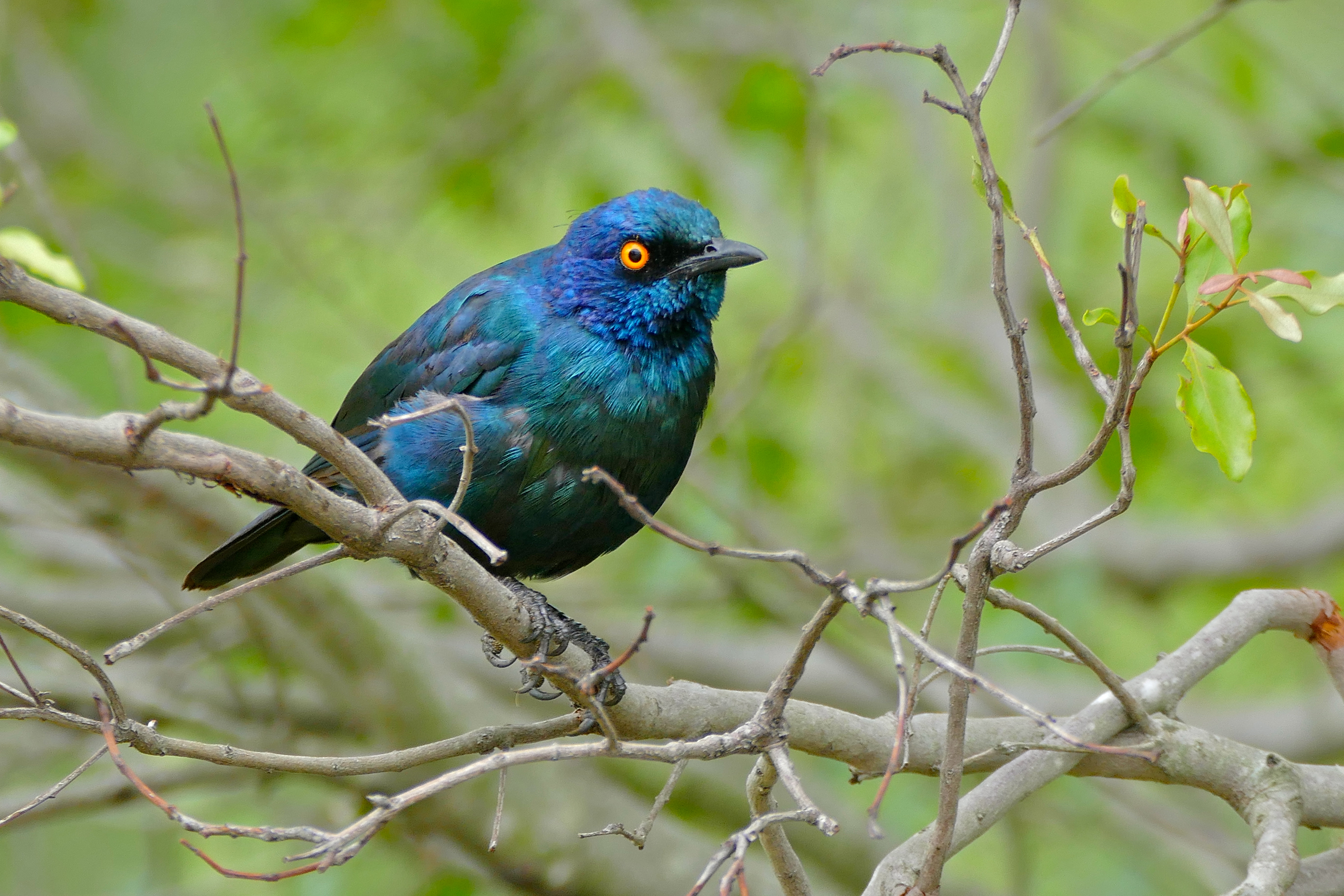
Rotschulter-Glanzstar (Lamprotornis nitens)

Die Arten ernähren sich im Wesentlichen von Insekten und Früchten, wobei sich bestimmte Arten auf besondere Insekten und/oder Früchte spezialisieren. Bei den meisten Staren stehen jedoch unterschiedlichste Arten und Sorten davon auf dem Speiseplan, und gelegentlich ernähren sie sich auch von Nektar. Stare haben oft auch Speisereste des Menschen als Nahrungsquelle erschlossen, wie etwa der Rotschulter-Glanzstar (Lamprotornis nitens), und werden daher vielfach als Allesfresser betrachtet.
Die meisten Arten der Stare sind gesellig und treten in der Regel außerhalb der Brutzeit in kleineren und größeren Gruppen bis hin zu großen Schwärmen auf. Je nach Art und Region sind Gruppen von hunderten bis zu tausenden Vögeln gemeinsam unterwegs und fallen gerne in Obstanbaugebieten ein, in denen sie manchmal erhebliche Teile der Ernten vernichten. Die Obstbauern versuchen sich dabei auf unterschiedlichste Art und Weise davor zu schützen. Als bester bezahlbarer und wirksamer Schutz haben sich bisher Netze über den fruchttragenden Gewächsen vielfach durchgesetzt. In Europa sind während des Vogelzuges vom nördlichen Europa bis hin nach Nordafrika, Formationsflüge (Murmurationen) mit bis zu Millionen von Vögeln beobachtet worden. In einigen Ländern, wie Italien und Ägypten, werden insbesondere zu dieser Zeit die Stare mit großen Netzen gefangen und dann auch häufig verzehrt.

## Fortpflanzung

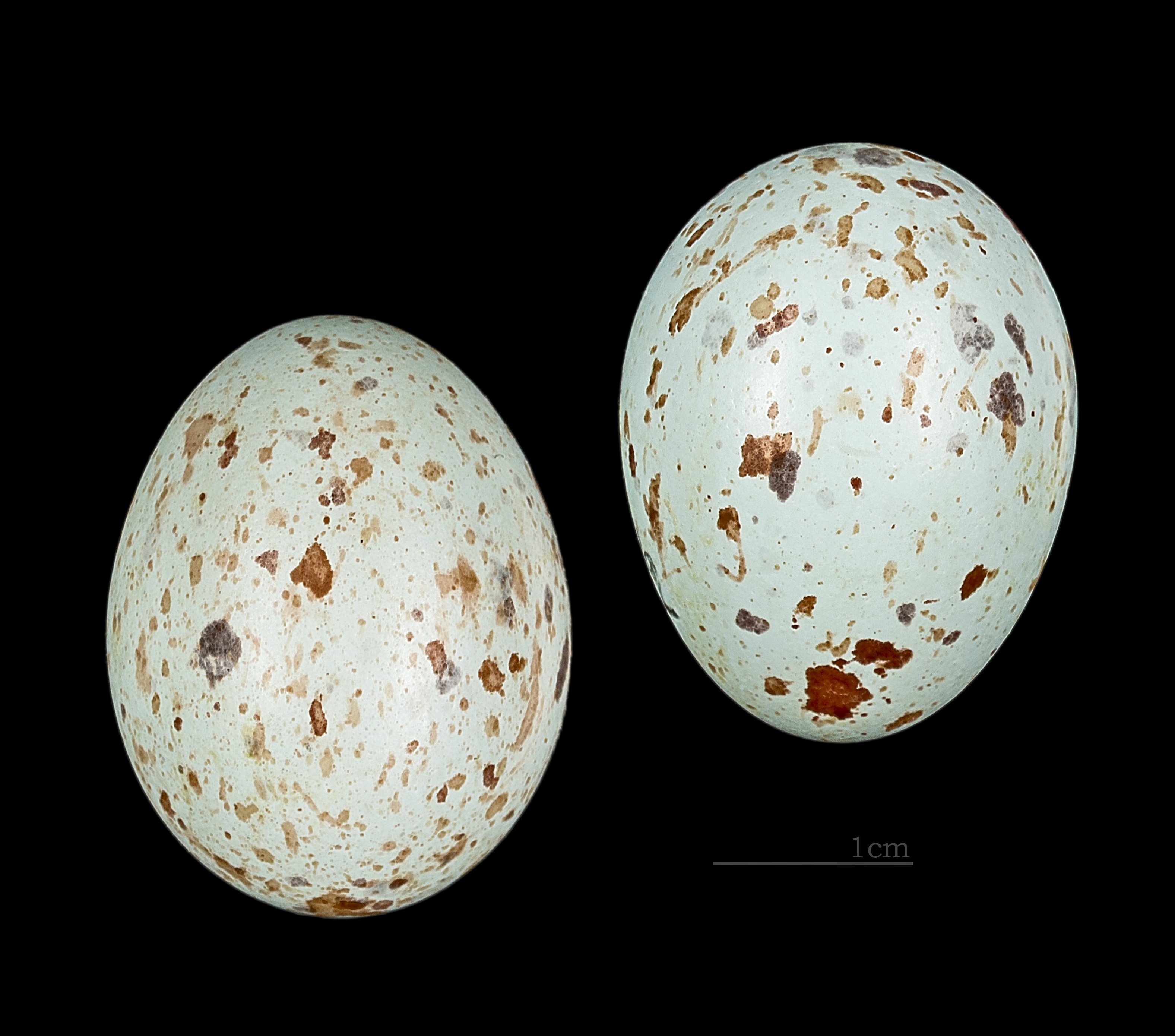
Gelege eines Prachtglanzstares (Lamprotornis splendidus), MHNT 227 Archipel des Bijagos RdN

Während der Brutzeit verschreiben sich jedoch die meisten Arten der Zweisamkeit und lassen sich manchmal während der Aufzucht der Juvenilen bei der Nahrungssuche und Fütterung des Nachwuchses durch nicht brütende Artgenossen oder die Jungvögel der letzten Brut unterstützen.
Viele Gattungen der Stare bauen typischerweise ihre Nester in natürlichen Baumhöhlen, die auch durch Spechte und andere Vogelarten angefertigt worden sein können. Außerdem werden geeignete Hohlräume verschiedenster Art, wie Brutkästen und Röhren, genutzt. Andere wiederum bauen sich kugelförmige oder auch nach oben offene tassenförmige Nester. Sie fertigen ihre Nester aus den örtlich vorliegenden Materialien, wie kleinen Zweigen, Blättern und Blattstielen, Gräsern, Moosen, Schlangenhäuten, Wolle, Dung, Federn, Enden von Rankengewächsen sowie anderen geeignet erscheinenden Materialien wie Papier und Plastik.
Sie legen in der Regel zwischen zwei und acht weiße oder farbige (dann meist bläuliche) Eier, die überwiegend von den Weibchen alleine ausgebrütet werden. Die mit Sprenkeln versehenen Eier dürften während der Evolution als schützende Antwort auf Brutparasiten wie dem Kuckuck entstanden sein.
Bei der Fütterung der Juvenilen bietet das UV-Sehen der Stare einen erheblichen Vorteil. Insbesondere bei in abgedunkelten Hohlräumen nistenden Arten erweisen sich die Schnabelränder und ganz besonders die Schnabelwinkel als deutlich UV-reflektierend. Dieses dürfte ein gezieltes Füttern der Eltern deutlich erleichtern, bedarf jedoch noch einer genaueren Untersuchung.

## Gefahren und Verluste

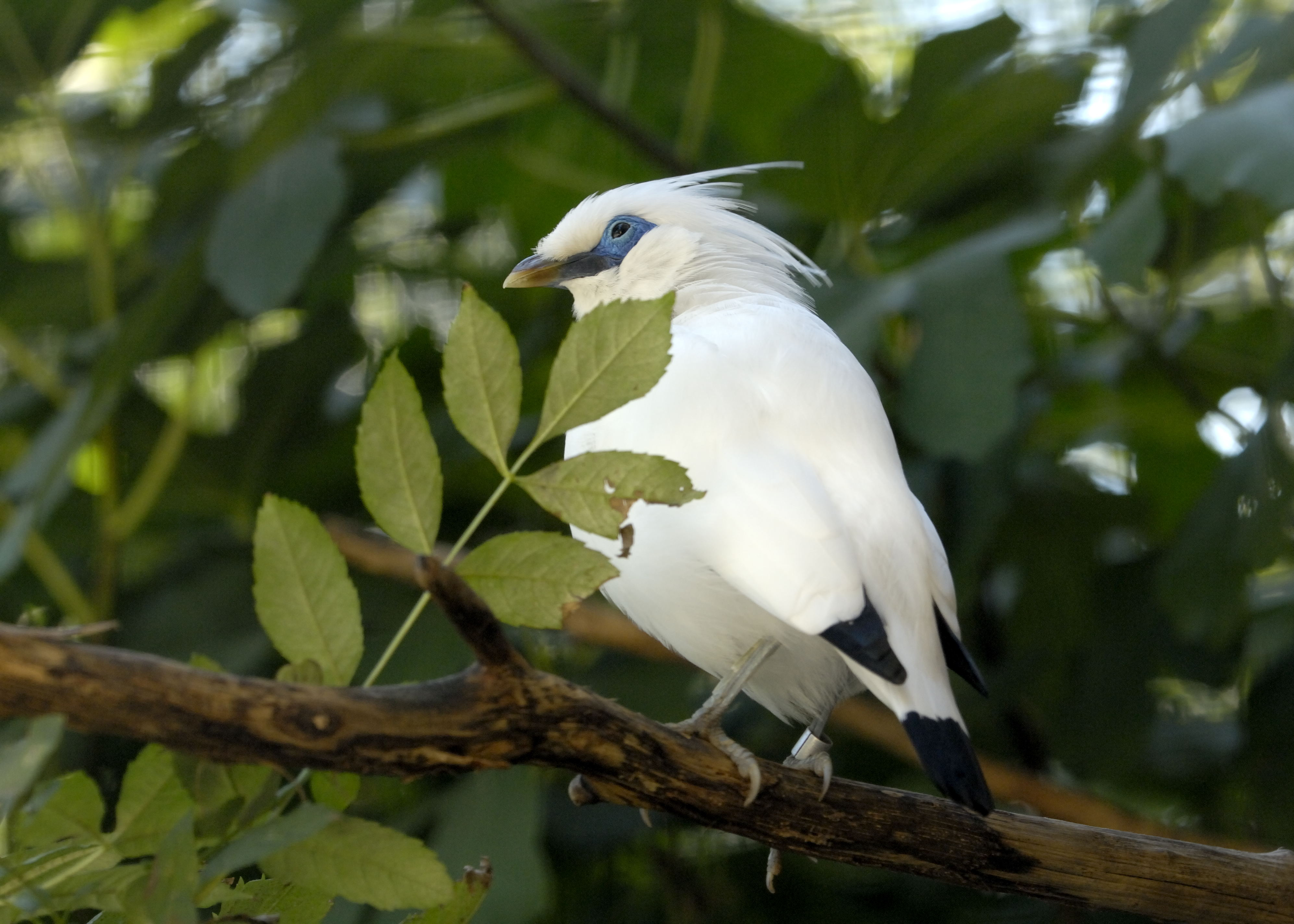
Balistar (Leucopsar rothschildi)

Die Artenvielfalt auf unserem Planeten, insbesondere bei endemisch lebenden Arten, ist durch die vom Menschen verursachten Veränderungen, wie beispielsweise das Mitbringen von nicht einheimischen Tieren, wie etwa Ratten, Katzen und Hunde, die regelmäßig ungewollt oder gewollt auf Segelschiffen mitreisten, oft sehr bedroht. Ebenso durch die Besiedlung und die damit meist einhergehende Veränderung der Landschaft, wie etwa durch Abholzung von Waldflächen und Anbau von Monokulturen auf Inseln und Kontinenten, führen in einigen Gebieten zur starken Gefährdung oder gar Vernichtung heimischer Arten. So manche Arten der Stare, insbesondere endemisch auf Inseln vorkommende Arten, sind zum Teil extrem gefährdet (critically endangered). Der Balistar (Leucopsar rothschildi) ist eine solche gefährdete Art. Bei Untersuchungen im Jahr 1980 stellten die Forscher nur noch etwa 200 Exemplare in freier Wildbahn fest. Seitdem reduziert sich der Bestand kontinuierlich. 2004 fand sich nur noch die geringe Zahl von 24 freilebenden Exemplaren. Nach einer der letzten Zählungen im Jahr 2014 konnten auf Bali 35 Balistare im West Bali National Park und 13 Paare nach einem Auswilderungsprogramm auf Nusa Penida festgestellt werden. Seit Anfang des 19. Jahrhunderts ausgestorbene Arten sind der Kosrae-Singstar (Aplonis corvina), der Pelzelnstar (Aplonis Pelzeln), der Norfolk-Star (Aplonis fusca), der Hopfstar (Fregilupus varius) und der Rodrigues-Star (Necropsar rodericanus).

## Familie Stare (Sturnidae) – Tribus, Gattung und Art

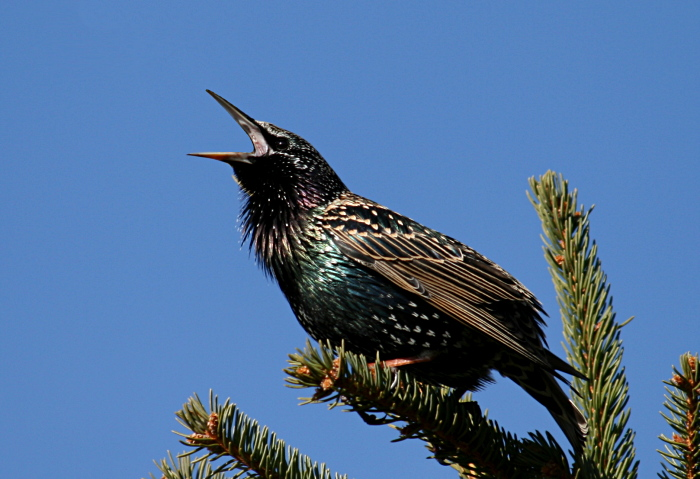
Star (Sturnus vulgaris)

Derzeit werden 118 Arten in 34 Gattungen gezählt, von denen zwei Gattungen und insgesamt sechs Arten als ausgestorben gelten. Einige Stare wurden aufgrund gentechnischer Untersuchungsergebnisse umgruppiert. Daraus entstanden neue taxonomisch uneinheitliche Gruppierungen, die einer Zusammenfassung bedurften. Dies führte dazu, dass Unterfamilien und Triben gebildet wurden (Sibley-Ahlquist-Taxonomie) sowie Gattungen eingeführt wurden, die in dem nachfolgenden Stammbaum eingearbeitet sind. Die Wissenschaft ist davon überzeugt, dass sich die taxonomischen Zuordnungen innerhalb der Stare, aber auch anderer Vögel, aufgrund neuerer gentechnischer Analysen und Methoden noch regelmäßig verändern werden.
Die Stare können demnach derzeit in sechs größere Gruppierungen aufgeteilt werden:
1. Amethystglanzstar und Madagaskarstar mit zwei Arten in den Gattungen Cinnyricinclus und Hartlaubis
2. Afrikanische Stare mit 34 Arten in den Gattungen Lamprotornis, Hylopsar, Notopholia, Poeoptera, Grafisa, Speculipastor, Neocichla und Saroglossa
3. Rotschwingen-Stare mit elf Arten in der Gattung Onychognathus (1.)
4. Eurasische Stare mit 26 Arten in den Gattungen Acridotheres, Sturnus, Agropsar, Leucopsar, Gracupica, Sturnornis, Sprodiopsar, Sturnia, Pastor, Creatophora
5. Südasiatische und pazifische Stare mit 43 Arten in den Gattungen Aplonis, Mino, Basilornis, Sarcops, Streptocitta, Enodes, Scissirostrum, Ampeliceps, Gracula, Fregilupus
6. Philippinische Stare mit zwei Arten in der Gattung Rhabdornis

(1.) = Der Neumannstar (Onychognatus neumannii) wird inzwischen aufgrund neuerer Analysen als eigene Spezies geführt.

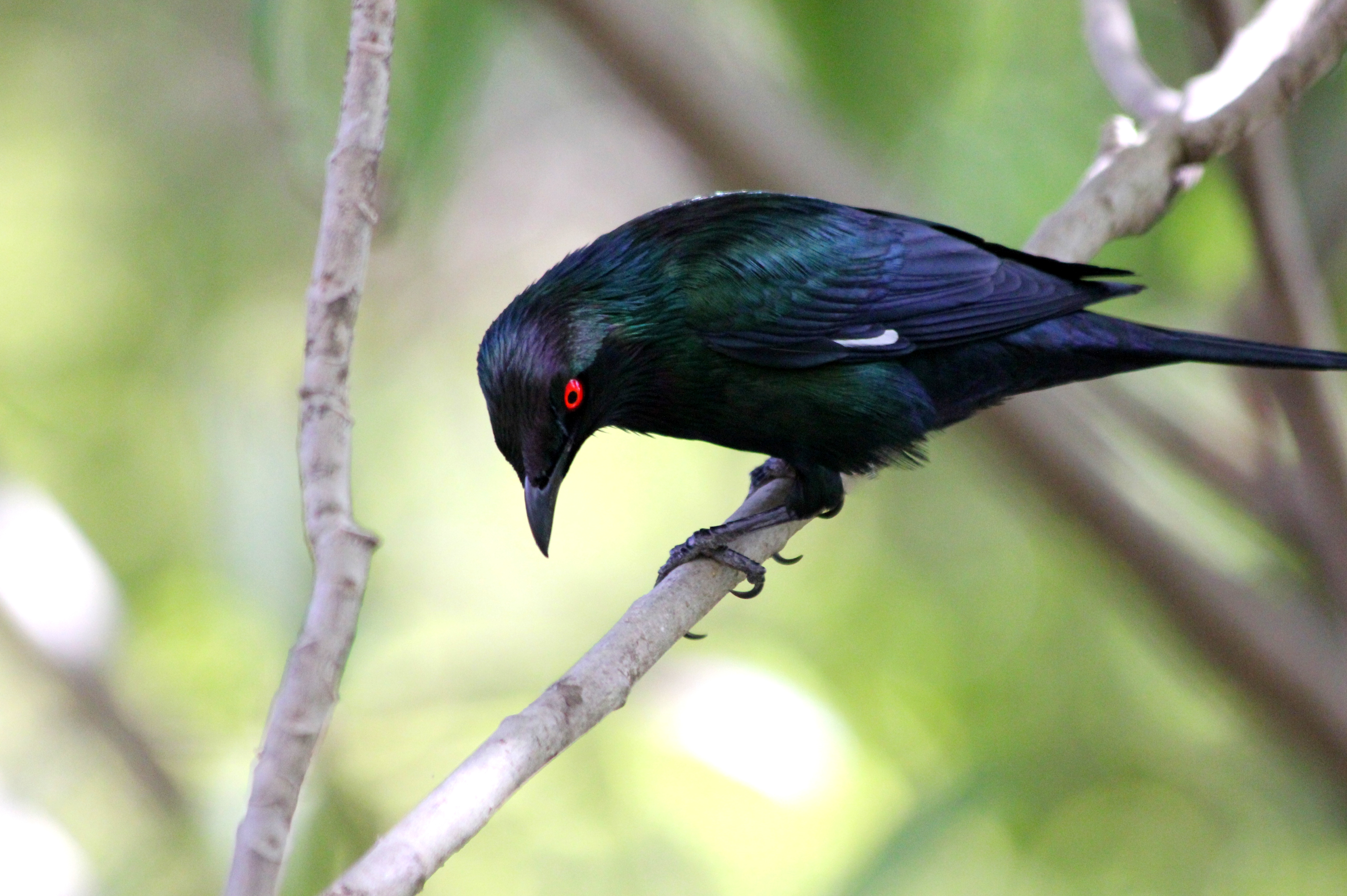
Weberstar (Aplonis metallica)

In nachfolgender Aufstellung werden Unterarten nicht berücksichtigt. Sie sind unter den Beschreibungen der Arten aufzuführen. Unklare Zuordnungen ob Unterart oder Art, werden insoweit als Unterart bewertet. Die Einordnung der mit Fragezeichen (?) gekennzeichneten Arten ist bis zur genetischen Klärung vorläufig.

### Unterfamilie Graculinae

#### Tribus Rhabdornithini (philippinische Stare)
- Gattung Trugbaumläufer (Rhabdornis Reichenbach, 1853) – zwei Arten
  - Streifenkopf-Trugbaumläufer (Rhabdornis mystacalis (Temminck, 1825))
  - Braunkopf-Trugbaumläufer (Rhabdornis inornatus Ogilvie-Grant, 1896)
  -  ?Langschnabel-Trugbaumläufer (Rhabdornis grandis Salomonsen, 1953)

#### Tribus Graculini (südasiatische und pazifische Stare)
- Gattung Basilornis Bonaparte, 1850 – vier Arten
  - Königsatzel (Basilornis celebensis (G. R. Gray, 1861))
  - Prachtatzel (Basilornis mirandus (Hartert, 1903))
  -  ?Molukkenatzel (Basilornis corythaix (Wagler, 1827))
  -  ?Helmatzel (Basilornis galeatus (A. B. Meyer, 1894))

- Gattung Sarcops Walden, 1875

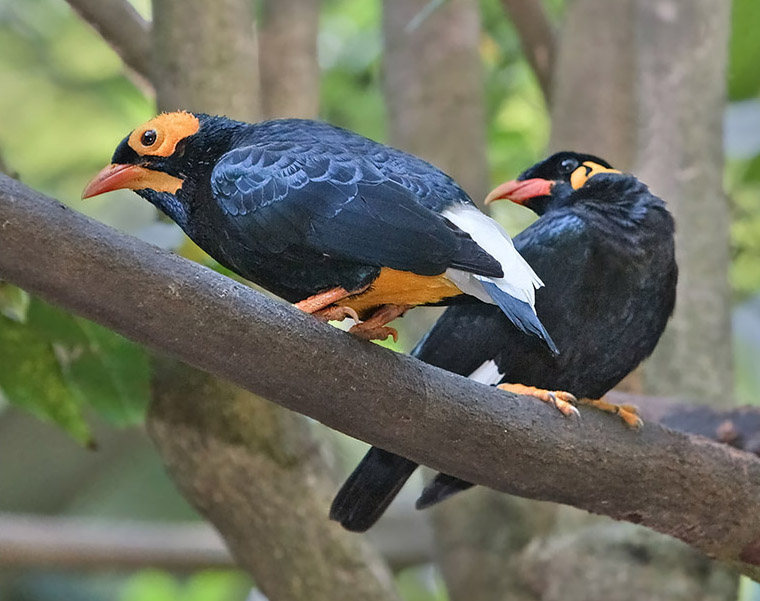
Papuaatzel (Mino dumonti) links und Beo (Gracula religiosa) rechts.

  - Kahlkopfatzel (Sarcops calvus (Linnaeus, 1766))

- Gattung Streptocitta Bonaparte, 1850 – zwei Arten
  - Weißhalsatzel (Streptocitta albicollis (Vieillot, 1818))
  -  ?Sulaatzel (Streptocitta albertinae (Schlegel, 1865))

- Gattung Mino Lesson, 1827 – 3 Arten
  - Bismarckatzel (Mino kreffti (P. L. Sclater, 1869))
  - Orangeatzel (Mino anais (Lesson, 1839))
  -  ?Papuaatzel (Mino dumontii (Lesson, 1827))

- Gattung Ampeliceps Blyth, 1842
  - Kronenatzel (Ampeliceps coronatus (Blyth, 1842))

- Gattung Gracula Linnaeus, 1758 – fünf Arten
  - Engganobeo (Gracula enganensis Salvadori, 1899)
  - Ceylonbeo (Gracula ptilogenys (Blyth, 1846))
  - Beo (Gracula religiosa (Linnaeus, 1758))
  - Niasbeo (Gracula robusta Salvadori, 1887)
  - Kleiner Beo (Gracula indica (Cuvier, 1829))

- Gattung Enodes Temminck, 1839
  - Rotbrauenstar (Enodes erythrophris (Temminck, 1824))

- Gattung Scissirostrum Lafresnaye, 1845
  - Schmalschnabelstar (Scissirostrum dubium (Latham, 1802))

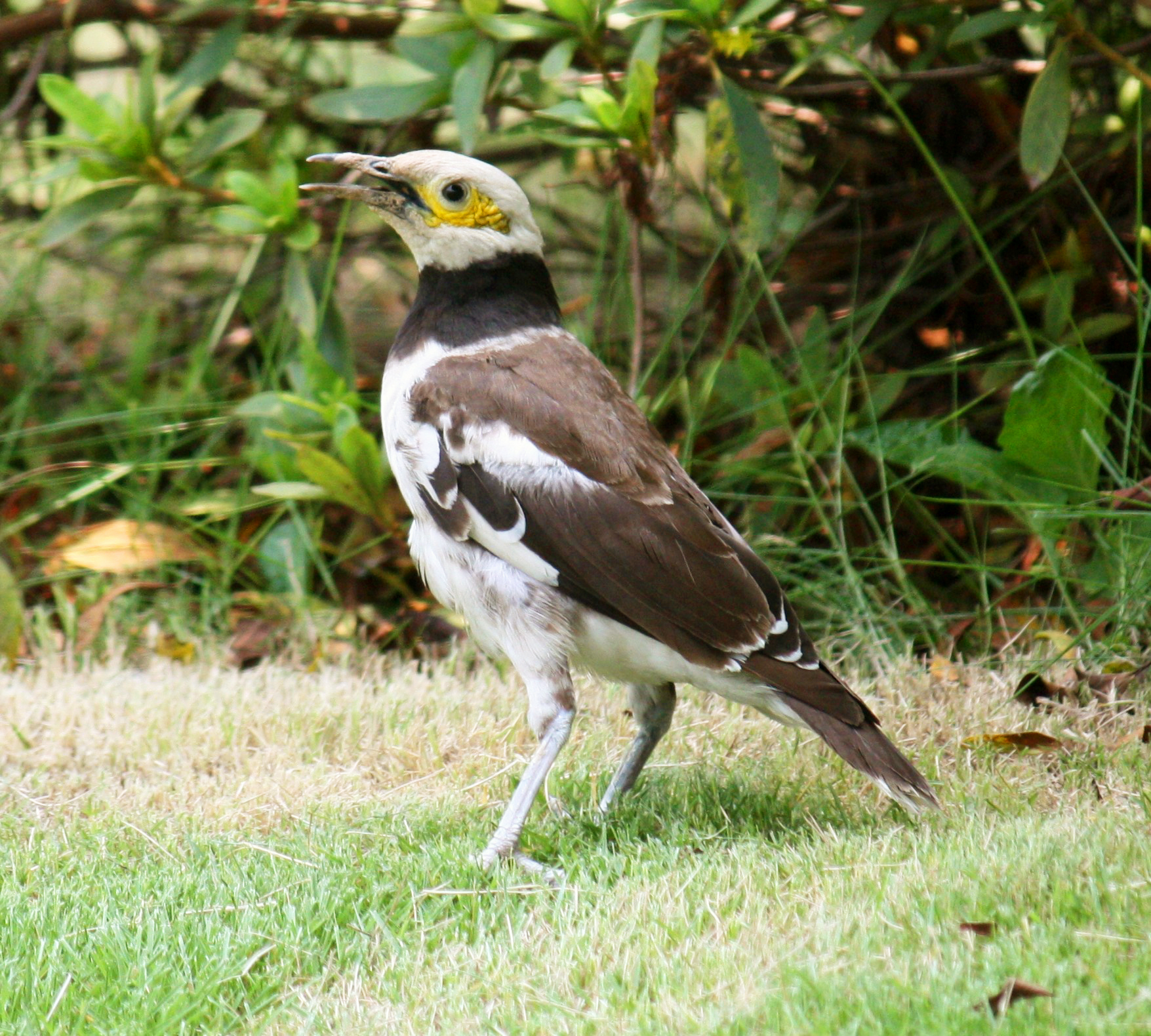
Schwarzhalsstar in Shenzhen (Gracupica nigricollis)

- Gattung Singstare (Aplonis Gould, 1836) – 24 Arten davon vier †
  - Weißaugenstar (Aplonis brunneicapillus (Danis, 1938))
  - Weberstar (Aplonis metallica (Temminck, 1824))
  - † Pelzelnstar (Aplonis pelzelni Finsch, 1876)
  - Kragenstar (Aplonis grandis (Salvadori, 1881))
  - Siedelstar (Aplonis cantoroides (G. R. Gray, 1862))
  - Sundastar (Aplonis minor (Bonaparte, 1850))
  - Malaienstar (Aplonis panayensis (Scopoli, 1786))
  - Rarotongastar (Aplonis cinerascens Hartlaub & Finsch, 1871)
  - Südseestar (Aplonis tabuensis (J. F. Gmelin, 1788))
  - Rennellstar (Aplonis insularis (Mayr, 1931))
  -  ?Rostflügelstar (Aplonis zelandica (Quoy & Gaimard, 1830))
  -  ?Tanimbarstar (Aplonis crassa (P. L. Sclater, 1883))
  -  ?San-Cristobal-Star (Aplonis dichroa (Tristram, 1895))
  -  ?Atollstar (Aplonis feadensis (E. P. Ramsay, 1882))
  -  ?Geelvinkstar auch Biakstar (Aplonis magna (Schlegel, 1871))
  -  ?Molukkenstar (Aplonis mysolensis (G. R. Gray, 1862))
  -  ?Mimikastar (Aplonis mystacea (Ogilvie-Grant, 1911))
  -  ?Karolinenstar (Aplonis opaca (Kittlitz, 1833))
  -  ?Rostbürzelstar (Aplonis santovestris Harrisson & A. J. Marshall, 1937)
  -  ?Dickschnabelstar (Aplonis striata (J. F. Gmelin, 1788))
  -  ?Samoastar (Aplonis atrifusca (Peale, 1848))
  - † ?Schlichtstar (Aplonis mavornata Buller, 1887)
  - † ?Kosrae-Singstar (Aplonis corvina (Kittlitz, 1833))
  - † ?Norfolk-Star (Aplonis fusca Gould, 1836)

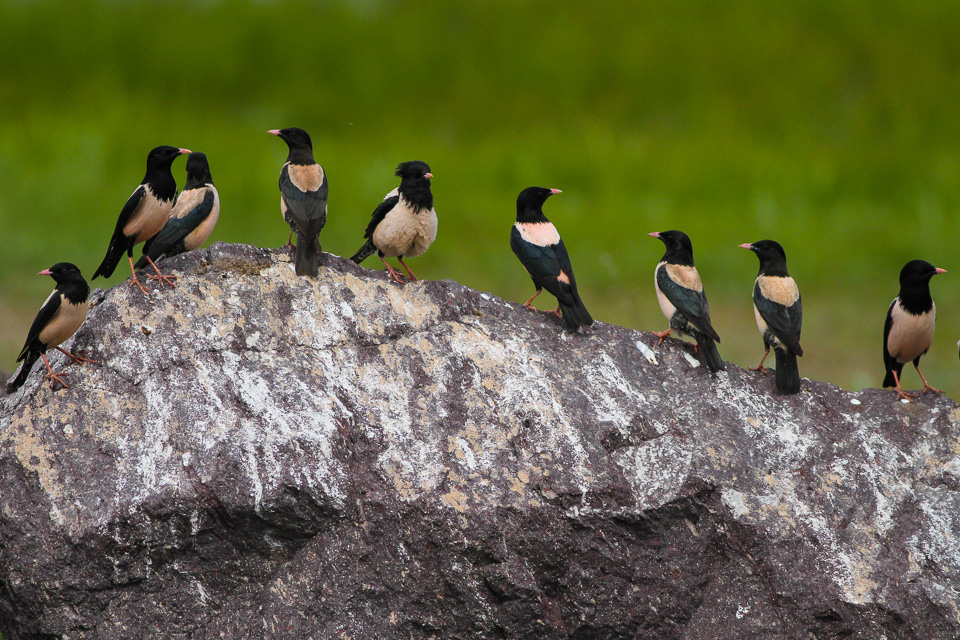
Der Aussichtsplatz der Rosenstare (Pastor roseus)

### Unterfamilie Sturninae

#### Tribus Sturnini (eurasische Stare)
- Gattung Sturnus Linnaeus, 1758 – zwei Arten
  - Star (Sturnus vulgaris Linnaeus, 1758)
  - Einfarbstar (Sturnus unicolor Temminck, 1820)

- Gattung Creatophora Lesson, 1847
  - Lappenstar (Creatophora cinerea (Meuschen, 1787))

- Gattung Pastor Temminck, 1815
  - Rosenstar (Pastor roseus (Linnaeus, 1758))

- Gattung Gracupica Lesson, 1831 – zwei Arten
  - Schwarzhalsstar (Gracupica nigricollis (Paykull, 1807))
  - Elsterstar (Gracupica contra (Linnaeus, 1758))
    - Der Javastar (Gracupica contra jalla (Horsfield, 1821)) wird von manchen Autoren als eigenständige Art betrachtet.

- Gattung Agropsar Oates, 1889 – zwei Arten
  - Mongolenstar (Agropsar sturninus (Pallas, 1776))
  - Violettrückenstar (Agropsar philippensis (J. R. Forster, 1781))

- Gattung Sturnornis Legge, 1879
  - Greisenstar (Sturnornis albofrontatus (E. L. Layard, 1854))

- Gattung Leucopsar Stresemann, 1912
  - Balistar (Leucopsar rothschildi (Stresemann, 1912))

- † Gattung Fregilupus Lesson, 1830
  - † Hopfstar (Fregilupus varius (Boddaert, 1783))

- † Gattung Necropsar Slater, 1879

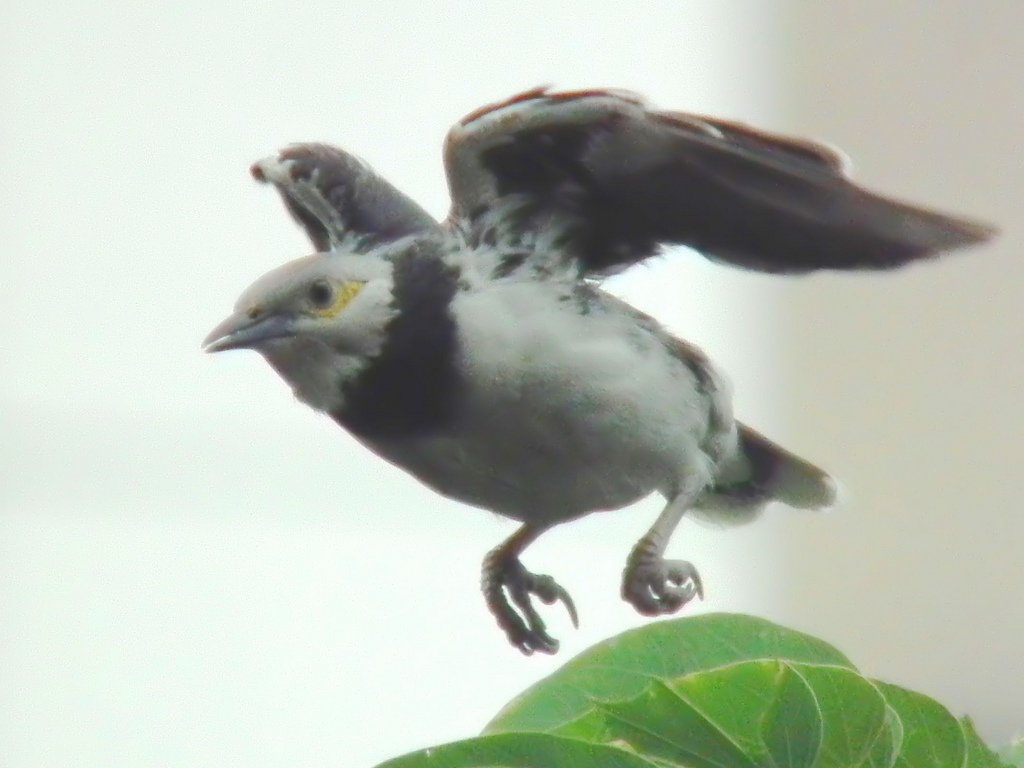
Fliegender Schwarzhalsstar (Gracupica nigricollis)

  - † ?Rodrigues-Star (Necropsar rodericanus (Slater, 1879))

- Gattung Spodiopsar Sharpe, 1889 – zwei Arten
  - Weißwangenstar, auch Grau- oder Ascherstar (Spodiopsar cineraceus (J. F. Gmelin, 1789))
  - Seidenstar (Spodiopsar sericeus (Temminck, 1835))

- Gattung Sturnia Lesson, 1837 – vier Arten

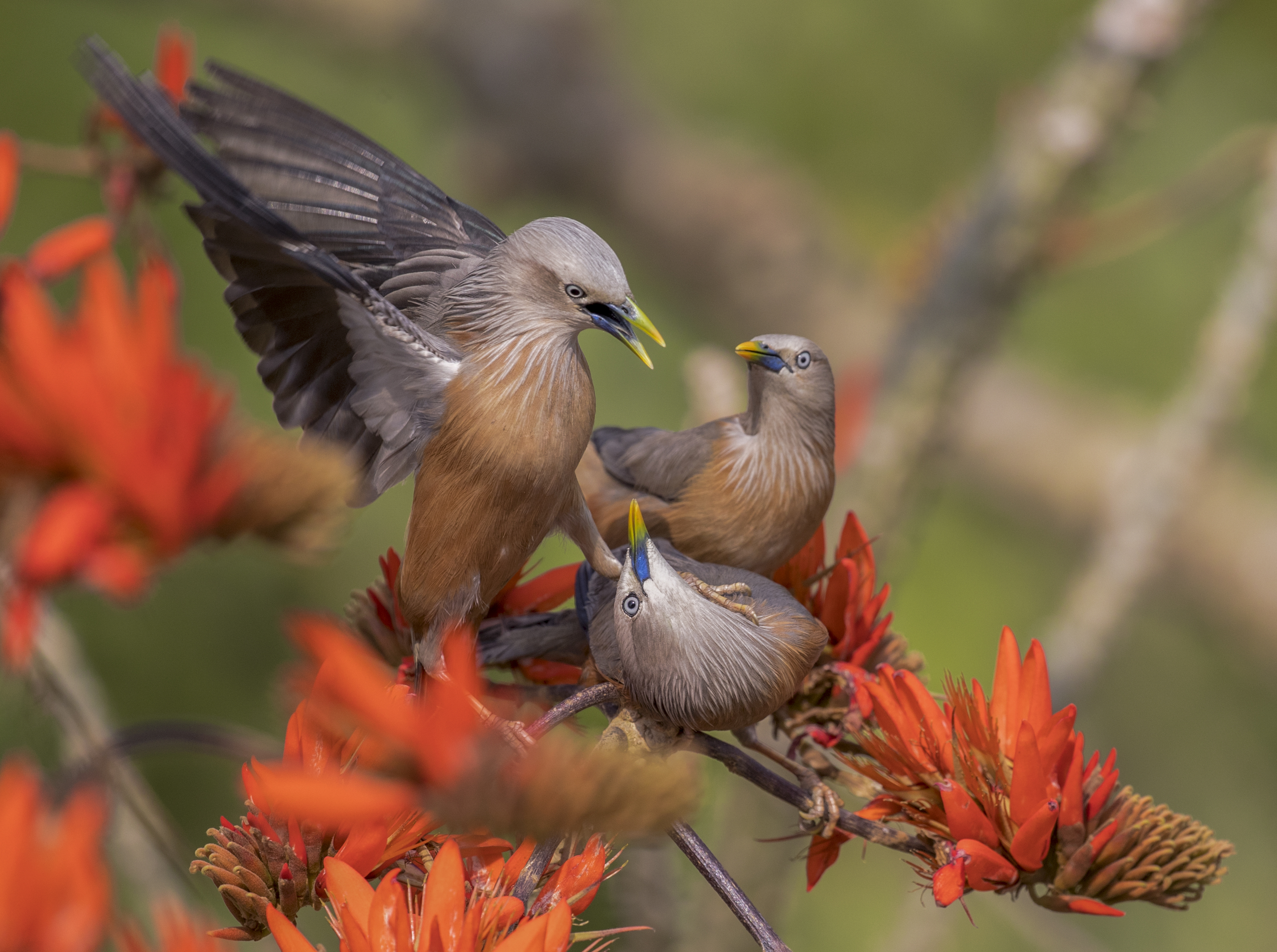
Graukopfstar (Sturnia malabarica)

  - Mandarinstar (Sturnia sinensis (J. F. Gmelin, 1788))
  - Pagodenstar (Sturnia pagodarum (J. F. Gmelin, 1789))
  - Andamanenstar (Sturnia erythropygius (Blyth, 1846))
  - Graukopfstar (Sturnia malabarica (J. F. Gmelin, 1789))

- Gattung Mainas (Acridotheres Vieillot, 1816) – zehn Arten
  - Ufermaina (Acridotheres ginginianus (Latham, 1790))
  - Hirtenmaina (Acridotheres tristis (Linnaeus, 1766))
  - Schwarzflügelstar (Acridotheres melanopterus (Daudin, 1800))
  - Burmastar (Acridotheres burmannicus (Jerdon, 1862))
  - Halsbandmaina (Acridotheres albocinctus (Godwin-Austen & Walden, 1875))
  - Haubenmaina (Acridotheres cristatellus (Linnaeus, 1758))
  - Langschopfmaina (Acridotheres grandis (F. Moore, 1858))
  - Dschungelmaina (Acridotheres fuscus (Wagler, 1827))
  - Bleichrückenmaina (Acridotheres cinereus (Bonaparte, 1851))
  - Mohrenmaina (Acridotheres javanicus (Cabanis, 1851))

#### Tribus Cinnyricinclini (Madagaskarstar und Amethystglanzstar)
- Gattung Cinnyricinclus Lesson, 1840
  - Amethystglanzstar (Cinnyricinclus leucogaster (Boddaert, 1783))

- Gattung Hartlaubis Bonaparte, 1853
  - Madagaskarstar (Hartlaubis aurata (Statius Müller, 1776))

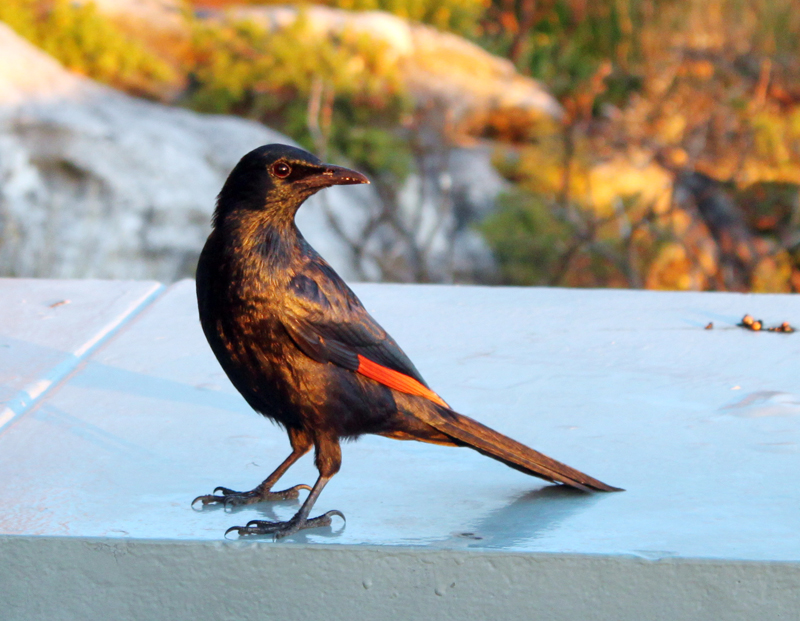
Rotschwingenstar (Onychognathus morio) – Kapstadt, Südafrika

#### Tribus Onychognathini (Rotschwingenstare)
- Gattung Onychognathus Hartlaub, 1849 – elf Arten
  - Zimtflügelstar (Onychognathus tenuirostris (Rüppell, 1836))
  - Fahlflügelstar (Onychognathus nabouroup (Daudin, 1800))
  - Rotschwingenstar (Onychognathus morio (Linnaeus, 1766))
  - Kastanienflügelstar (Onychognathus fulgidus (Hartlaub, 1849))
  - Wallerstar (Onychognathus walleri (Shelley, 1880))
  - Weißschnabelstar (Onychognathus albirostris (Rüppell, 1836))
  - Tristramstar (Onychognathus tristramii (P. L. Sclater, 1858))
  - Helmstar (Onychognathus salvadorii (Sharpe, 1891))
  - Somalistar (Onychognathus blythii (Hartlaub, 1859))
  - Sokotrastar (Onychognathus frater (P. L. Sclater & Hartlaub, 1881))
  - Neumannstar (Onychognathus neumannii (Alexander, 1908))

#### Tribus Lamprotornini (Afrikanische Stare)
- Gattung Notopholia Roberts, 1922
  - Schwarzbauch-Glanzstar (Notopholia corruscus (Nordmann, 1835))

- Gattung Hylopsar Boetticher, 1940 – zwei Arten
  - Kupferglanzstar (Hylopsar cupreocauda (Hartlaub, 1857))
  - Samtglanzstar (Hylopsar purpureiceps (J. Verreaux & E. Verreaux, 1851))

- Gattung Saroglossa Hodgson, 1844
  - Marmorstar (Saroglossa spiloptera (Vigors, 1831))

- Gattung Neocichla Sharpe, 1876
  - Weißflügelstar (Neocichla gutturalis (Barboza du Bocage, 1871))

- Gattung Speculipastor Reichenow, 1879
  - Spiegelstar (Speculipastor bicolor (Reichenow, 1879))

- Gattung Grafisia Bates, 1926
  - Ringstar (Grafisia torquata (Reichenow, 1909))

- Gattung Pholia Reichenow, 1900
  - Rostbauchstar (Pholia sharpii (Jackson, 1898))

- Gattung Arizelopsar Oberholser, 1905
  - Abbott-Star (Arizelopsar femoralis (Richmond, 1897))

- Gattung Poeoptera Bonaparte, 1854 – vier Arten
  - Waldstar (Poeoptera lugubris (Bonaparte, 1854))
  - Stuhlmann-Star (Poeoptera stuhlmanni (Reichenow, 1893))
  - Kenrick-Star (Poeoptera kenricki (Shelley, 1894))

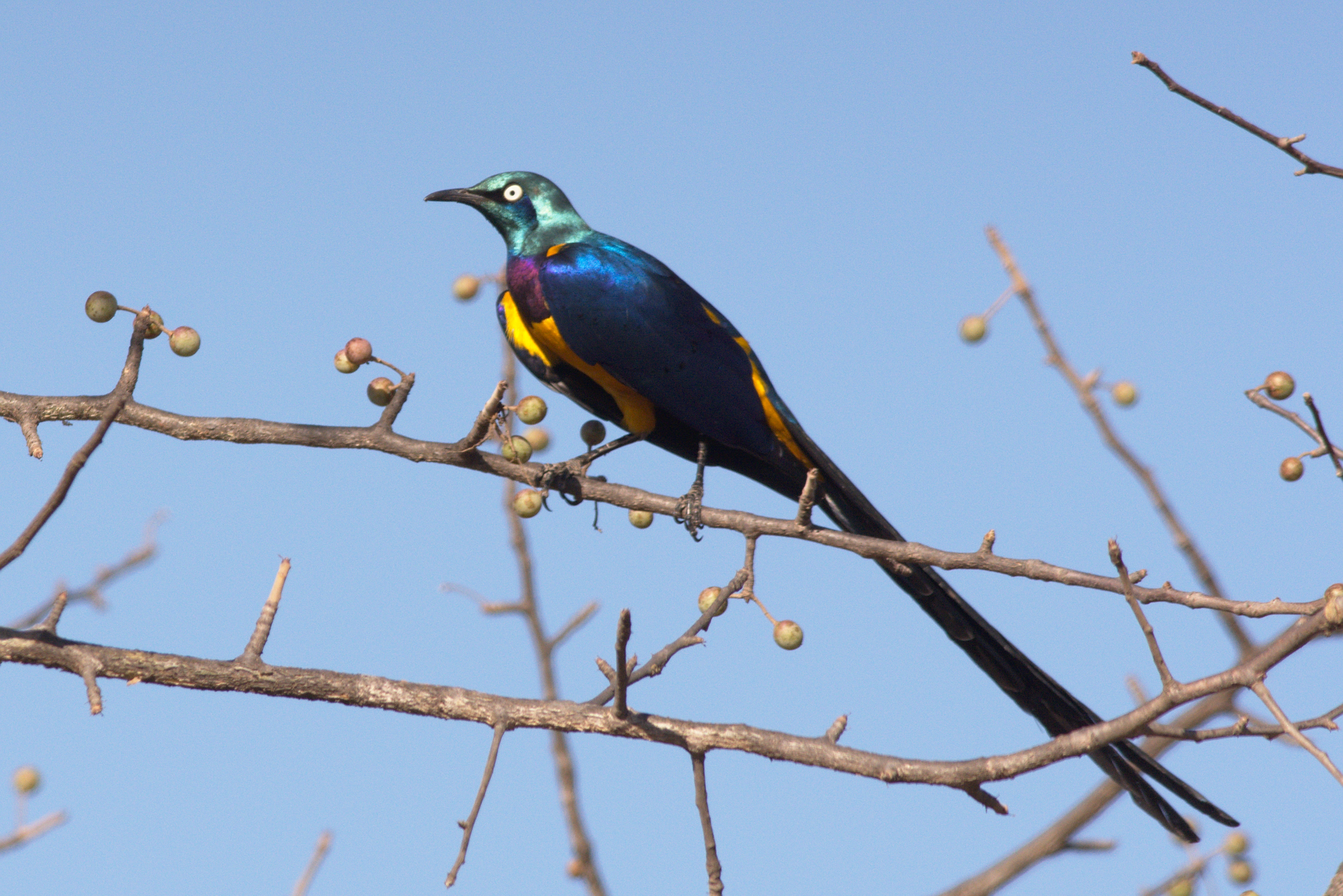
Königsglanzstar (Lamprotornis regius), Wachile Road, Äthiopien

- Gattung Eigentliche Glanzstare (Lamprotornis Temminck, 1820) – 22 Arten
  - Hildebrandtglanzstar (Lamprotornis hildebrandtii (Cabanis, 1878))
  - Shelleyglanzstar (Lamprotornis shelleyi (Sharpe, 1890))
  - Riesenglanzstar (Lamprotornis australis (A. Smith, 1836))
  - Langschwanz-Glanzstar (Lamprotornis caudatus (Statius Müller, 1776))
  - Schweifglanzstar (Lamprotornis purpuropterus (Rüppell, 1845))
  - Mevesglanzstar (Lamprotornis mevesii (Wahlberg, 1856))
  - Grauglanzstar (Lamprotornis unicolor (Shelley, 1881))
  - Grünschwanz-Glanzstar (Lamprotornis chalybaeus (Hemprich & Ehrenberg, 1828))
  - Schillerglanzstar (Lamprotornis iris (Oustalet, 1879))
  - Rotschulter-Glanzstar (Lamprotornis nitens (Linnaeus, 1766))
  - Erzglanzstar (Lamprotornis chalcurus (Nordmann, 1835))
  - Purpurglanzstar (Lamprotornis purpureus (Statius Müller, 1776))
  - Keilschwanz-Glanzstar (Lamprotornis acuticaudus (Barboza du Bocage, 1869))
  - Messingglanzstar (Lamprotornis chloropterus (Swainson, 1838))
  - Fischerglanzstar (Lamprotornis fischerii (Reichenow, 1884))
  - Weißscheitel-Glanzstar (Lamprotornis albicapillus (Blyth, 1855))
  - Zweifarben-Glanzstar (Lamprotornis bicolor (J. F. Gmelin, 1789))
  - Rotbauch-Glanzstar (Lamprotornis pulcher (Statius Müller, 1776))
  - Dreifarben-Glanzstar (Lamprotornis superbus (Rüppell, 1845))
  - Königsglanzstar (Lamprotornis regius (Reichenow, 1879))
  - Prachtglanzstar (Lamprotornis splendidus (Vieillot, 1822))
  - Prinzenglanzstar (Lamprotornis ornatus (Daudin, 1800))

## Systematik
Die Stare kommen in ihrem Ursprung in der Alten Welt bis hinüber zur asiatisch-pazifischen Inselwelt vor und wurden von C. S. Rafinesque 1815 mit dem Namen Sturnidae bezeichnet. Eine erste taxonomische Zuordnung entwickelte G. R. Gray 1877 mit damals 7 Unterfamilien. Als Basis für die Zuordnung der Spezies galten bis gegen Ende des 20. Jahrhunderts regelmäßig die anatomischen und morphologischen Untersuchungsmethoden. Mit der Entwicklung der gentechnischen Analysemethoden seit den 1990er Jahren und insbesondere seit Anfang unseres Jahrhunderts nahmen die Änderungen der taxonomischen Einordnung der Arten an sich und die der Stare einen rasanten Verlauf. Sibley und Ahlquist nutzten in ihrer Arbeit zunächst die DNA–DNA-Hybrid-Methode und kamen zu dem Schluss, dass die nächste verwandte Familie der Sturnidae die Familie der Mimidae ist. Sie bildeten aufgrund ihrer Analysen die Überfamilie der Muscicapoidea, in der sich heute die Familien der Madenhacker (Buphagidae) als eine basale Gruppe mit Spottdrosseln (Mimidae) und den Staren (Sturnidae) sowie die Wasseramseln (Cinclidae) als weitere basale Gruppe mit Drosseln (Turdidae) und Fliegenschnäppern (Muscicapidae) befinden. Die heute verwendeten mitochondrialen und nukleären DNA-Untersuchungsmethoden lassen noch weiter gehende und detailliertere Bestimmungen erwarten. Dario Zuccon mit seinen Kollegen und insbesondere Irvy J. Lovette und Dustin R. Rubenstein und Kollegen bewirkten mit ihren groß angelegten Studien innerhalb der letzten zehn Jahre deutliche Verschiebungen der Zuordnungen innerhalb der Sturnidae- und Mimidae-Familien sowie Anpassungen bei der Namensgebung.
Heute gelten für 98 der oben genannten 118 Arten gesicherte Erkenntnisse in der Zuordnung. Bei den anderen Arten liegen keine gentechnisch gesicherten Erkenntnisse in der Zuordnung vor bzw. bedürfen weiterer Analysen.